# Sotobrín

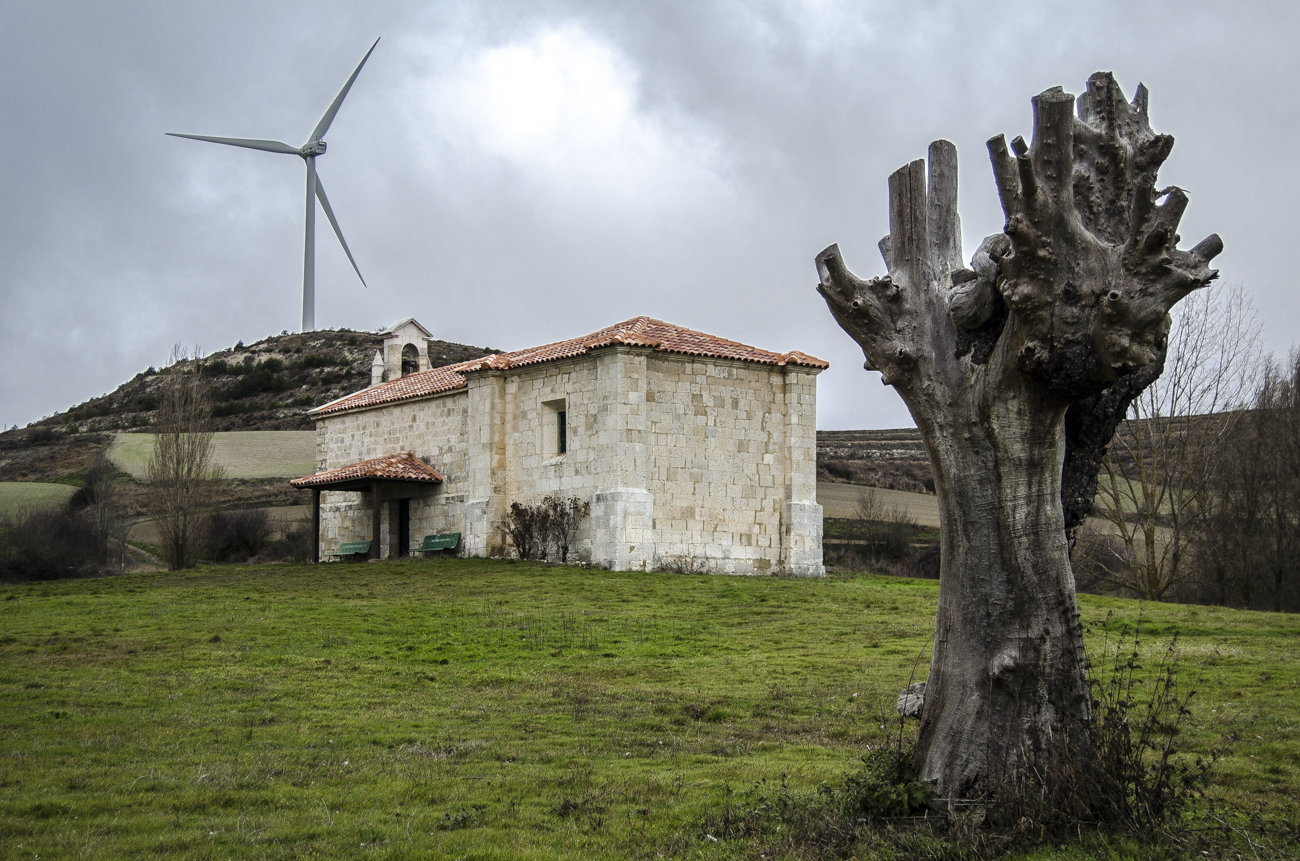
Ermita de Sotobrín

Sotobrín es un despoblado situado en el antiguo municipio de Celadilla-Sotobrín, que en la actualidad es una Entidad Local Menor que depende del Ayuntamiento de Merindad de Río Ubierna en la provincia de Burgos, Castilla y León (España).
El único vestigio que queda actualmente del antiguo pueblo es la ermita de Sotobrín. Se accede a ella a través del camino de la ermita desde el pueblo de Celadilla-Sotobrín.

## Toponimia
Se cree que procede de la raíz prerromana "tsotto" (sitio que en las riberas o vegas está poblado de árboles o arbustos)y el nombre personal Lebrín. Otras fuentes hablan de raíces celtíberas, a través del vocablo "briga", que significaría 'ciudad', 'fortaleza'. El término -briga es muy común en los topónimos de la región celtíbera o de expansión de las lenguas célticas en la península ibérica.

## Localización
El pueblo estuvo ubicado en el entorno de la actual ermita de Sotobrín, situado a unos dos kilómetros al norte de Celadilla-Sotobrín.
Existen fotografías aéreas que demuestran la existencia de un poblado anterior alrededor de la ermita de Sotobrín (cimientos).
Desde la ermita se divisa la vega del río Ubierna, los montes de la Sierra de la Demanda, y las primeras estribaciones de la Cordillera Cantábrica.

## Historia
En un documento sobre los Alfoces Burgaleses: Divisiones Administrativas de los siglos X y XI aparece el 3-IV-1142 como Sollebrin y el VI-1274 como Sollobrin.
En 1224 se menciona al pueblo como Sotlebrín.
En el libro Rentas Monásticas de Castilla: Problemas de Método se menciona al pueblo de Sotobrin formando parte del dominio del abadengo de Oña en el año 1338.
En la época del Becerro de las Behetrías (1350-1366) ya no figura Sotobrín como tal y aparece Celadiella de Sotobam, sobre la que se dice:
"Este logar es solariego de garci fernandes manrrique.
Derechos del rey.
Dan cada año al rey por martiniega xv mrs. Pagan al rey servicios e monedas.
Derechos del señor.
Dan cada año por infurcion todo el conzejo al dicho garci fernandes cinco almudes de pan por medio trigo e ceuada."

## Restos del pueblo

### Ermita de Sotobrín
El edificio, de una nave, tiene cubierta de teja a dos aguas y en su interior alberga la imagen de la Virgen, que cada año sale en procesión. El exterior presenta algunos añadidos modernos, pero mantiene, al igual que el interior, un buen estado de conservación.

### Juego de bolos
A mediados del siglo XX, al lado de la ermita, se conservaba una losa de piedra que constituía el recuerdo del antiguo juego de bolos de Sotobrín.

### Pilón
Si se continua más allá de la ermita se encuentra un pilón que recoge el agua de una fuente natural cercana.

## Fiestas

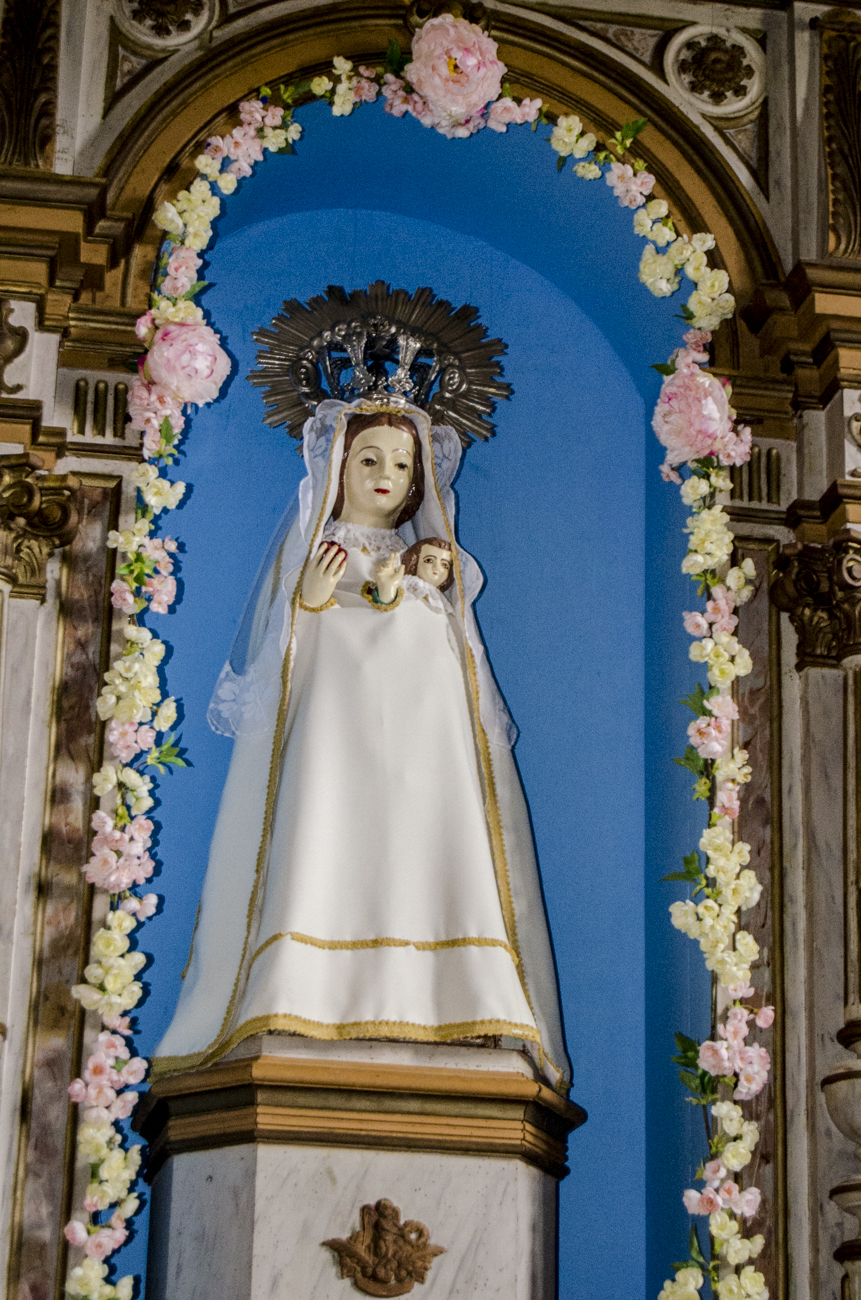
Virgen de Sotobrín

### San Antonio
El siguiente fin de semana más próximo al día de San Antonio (13 de junio) se realiza una procesión desde el pueblo hasta la ermita de la Virgen de Sotobrín efectuando el traslado de su imagen a la parroquia de San Miguel Arcángel en Celadilla-Sotobrín.

### Festividad de la Virgen de Sotobrín
El primer fin de semana de julio se celebran las fiestas patronales de Celadilla-Sotobrín. En ellas se realiza una romería desde la Iglesia de San Miguel Arcángel hasta la ermita de Sotobrín en la que se porta la virgen de vuelta a Sotobrín hasta la siguiente fiesta de San Antonio.
Tras ello se suele realizar una comida para todo el pueblo en torno a la ermita a la que hasta no hace mucho tiempo acudían todos los pueblos del entorno.

## Imágenes

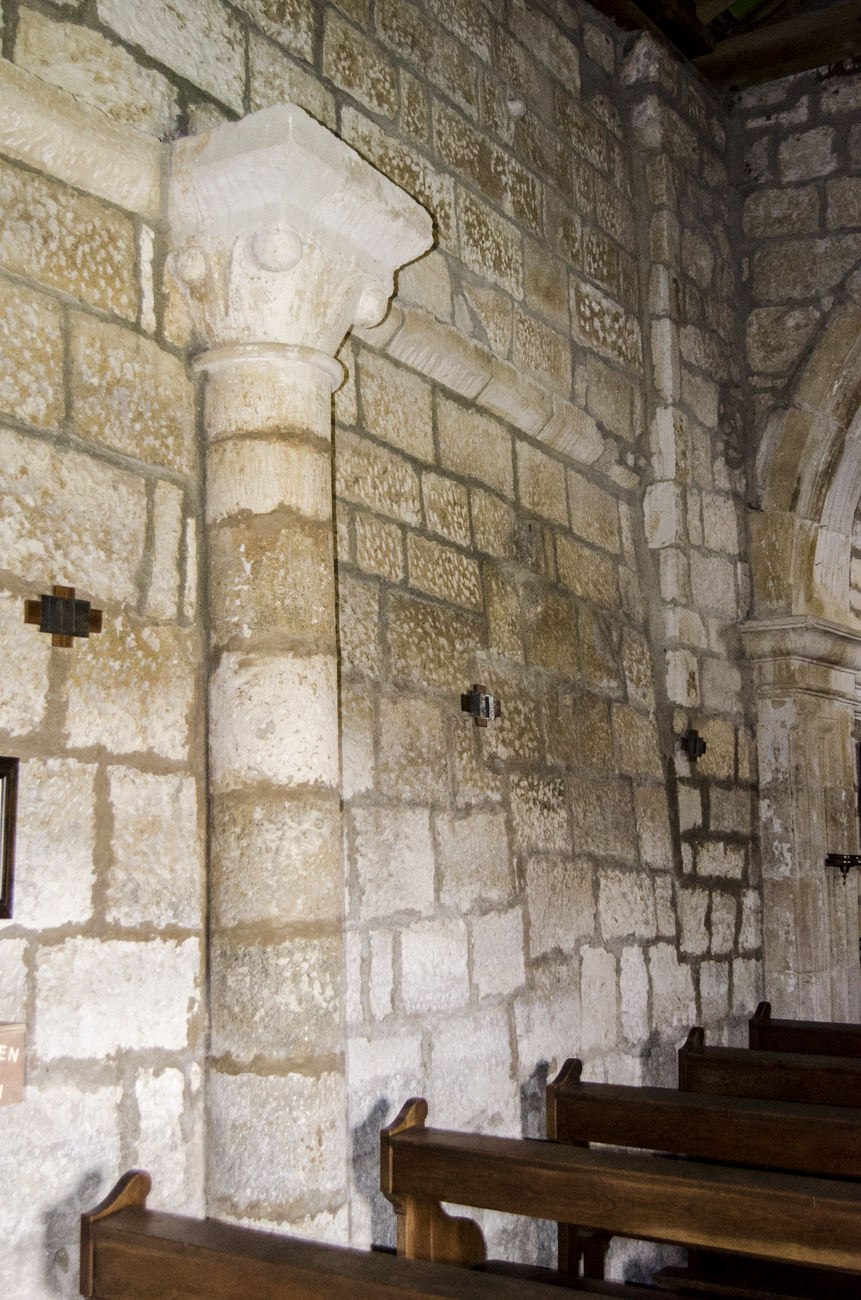
Interior de la ermita
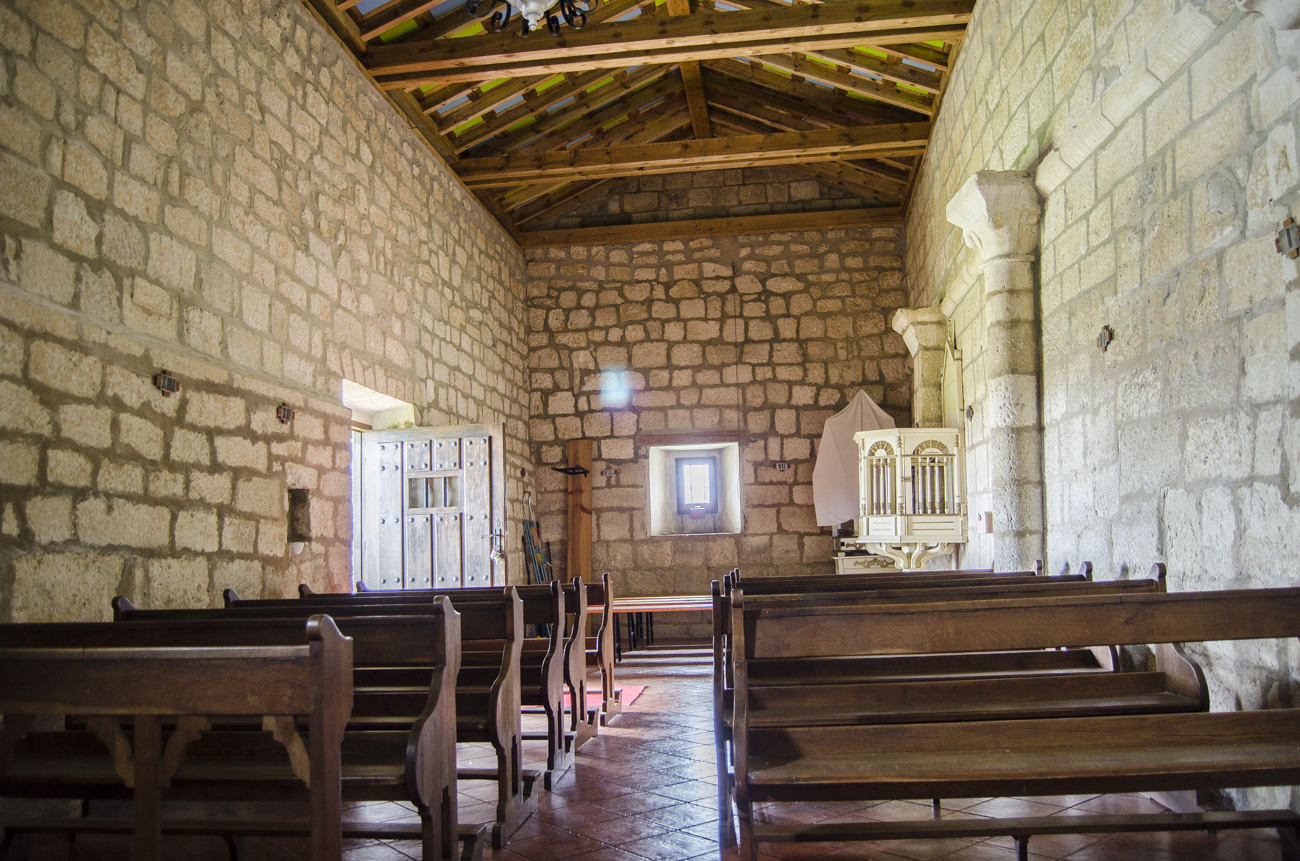
Interior de la ermita
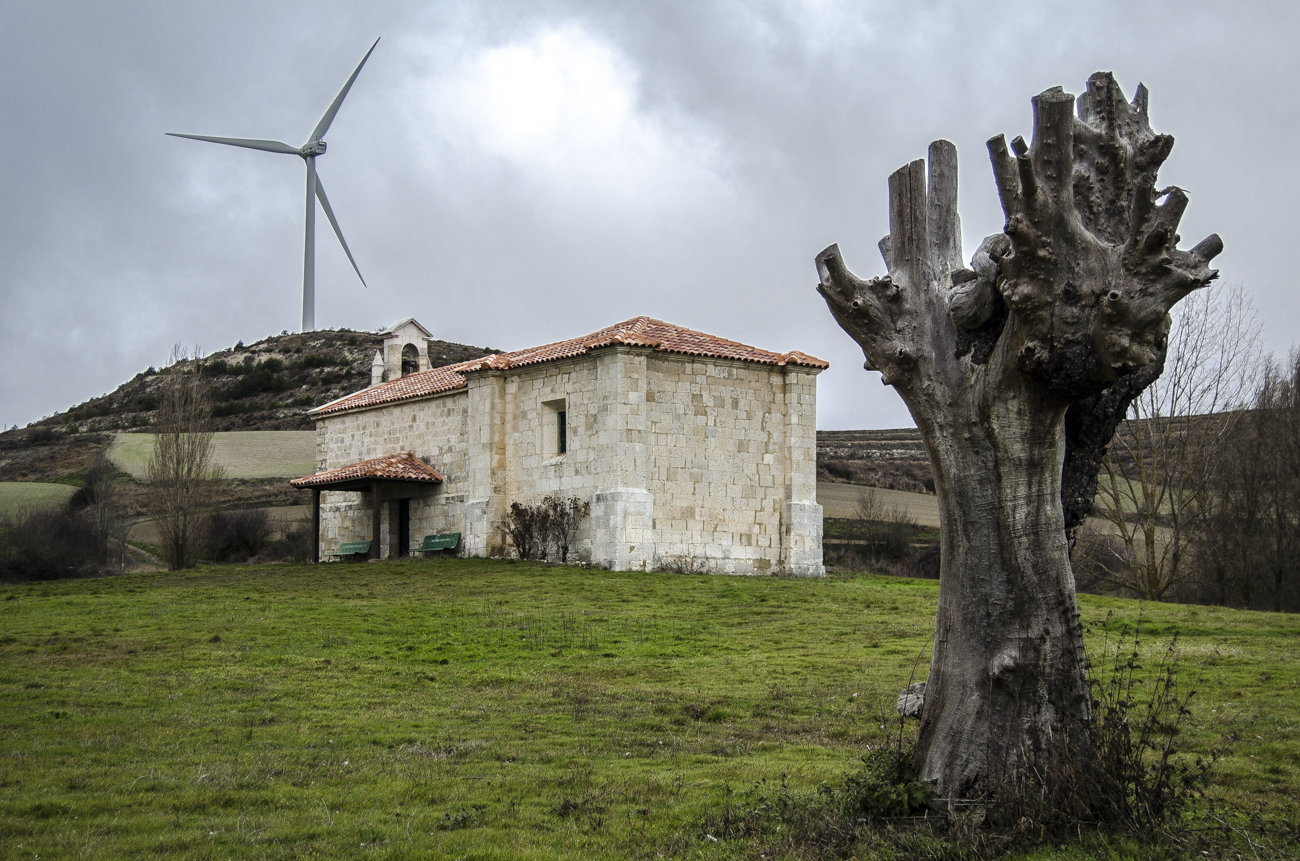
Vista general de la ermita junto a un olmo seco
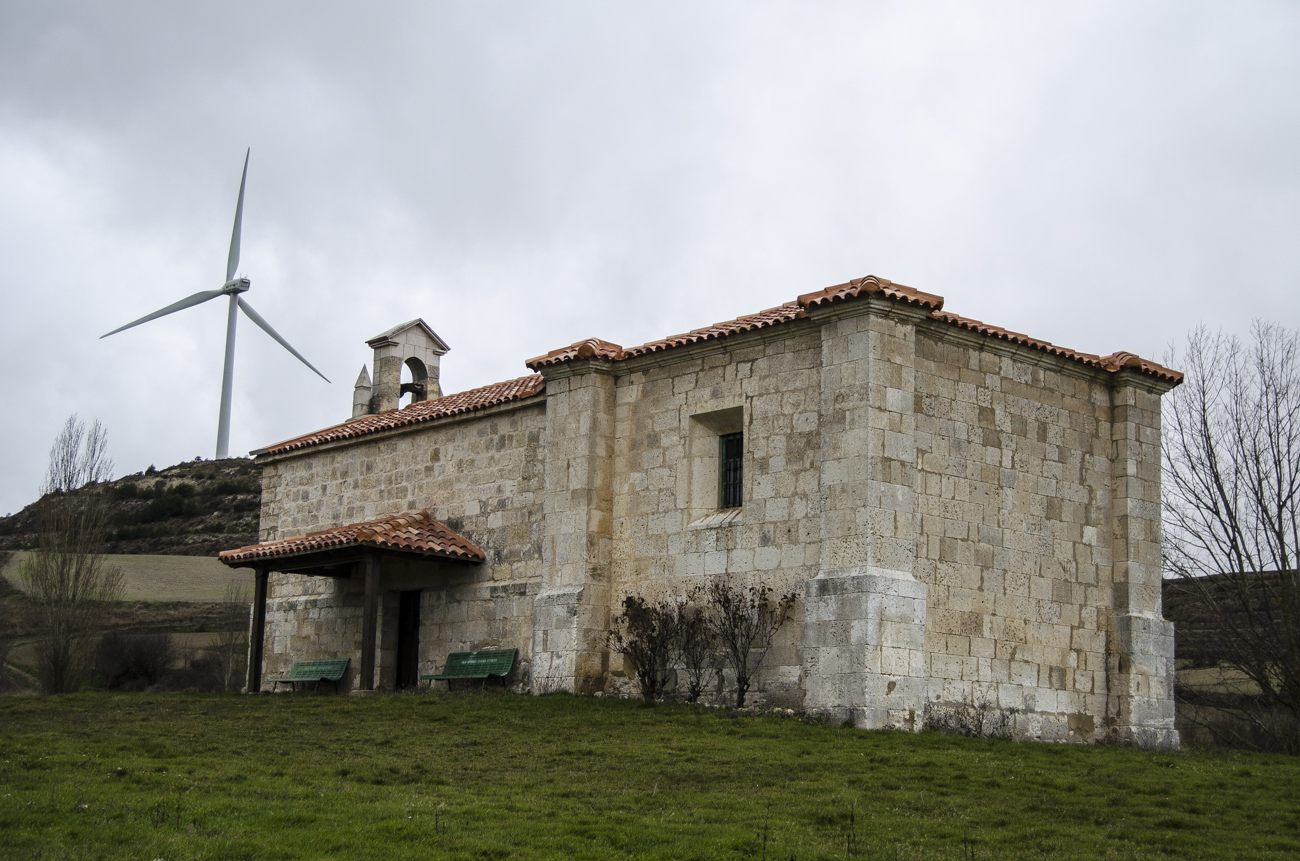
Vista general de la ermita
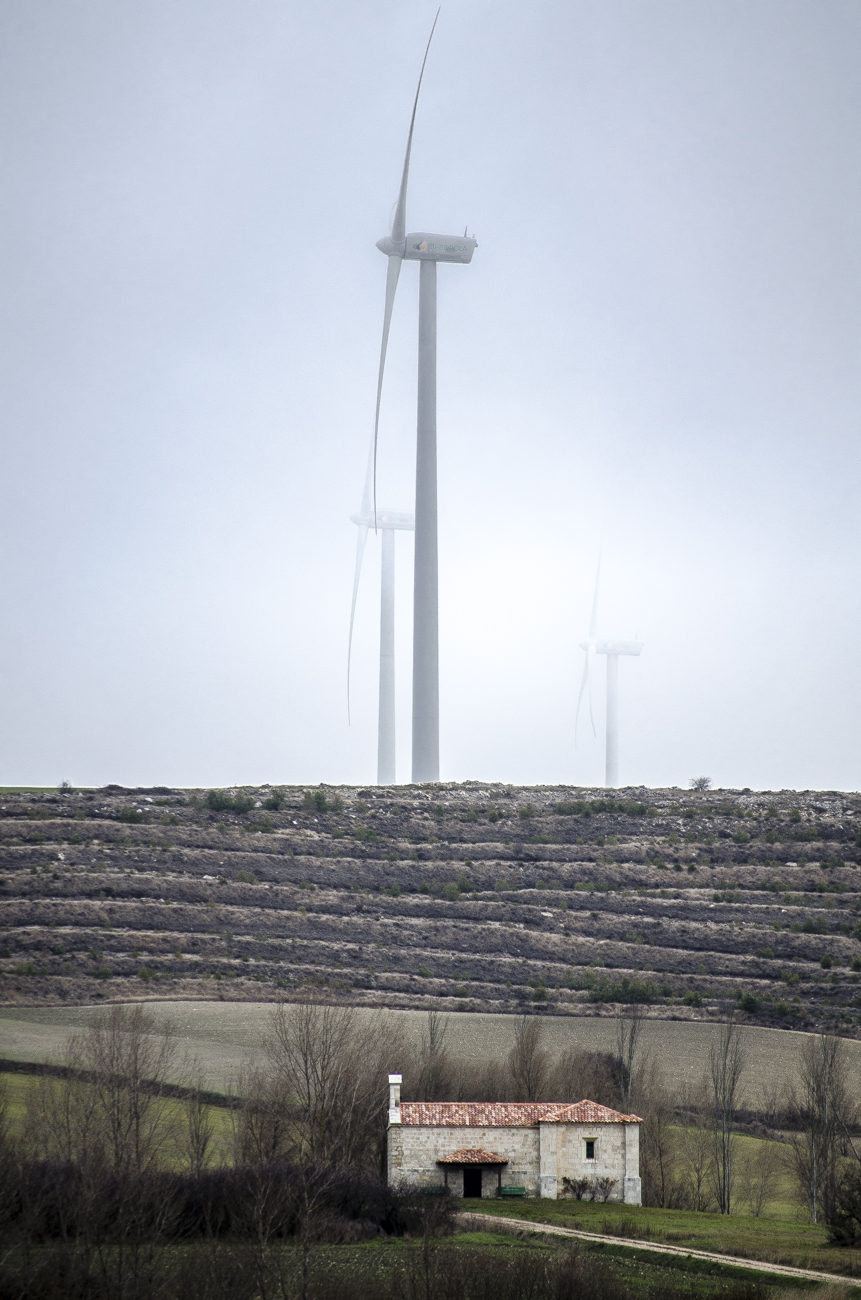
Vista general de la ermita
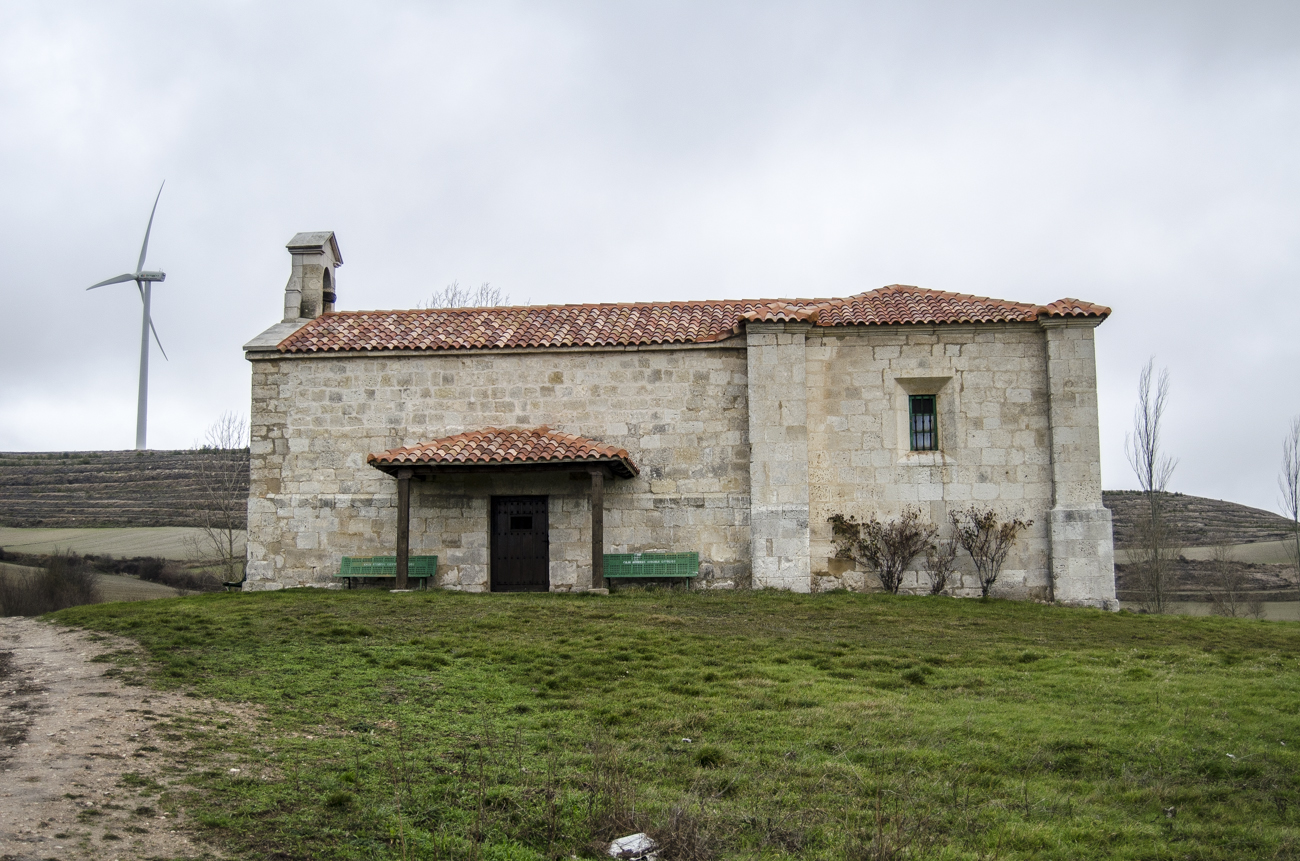
Vista general de la ermita
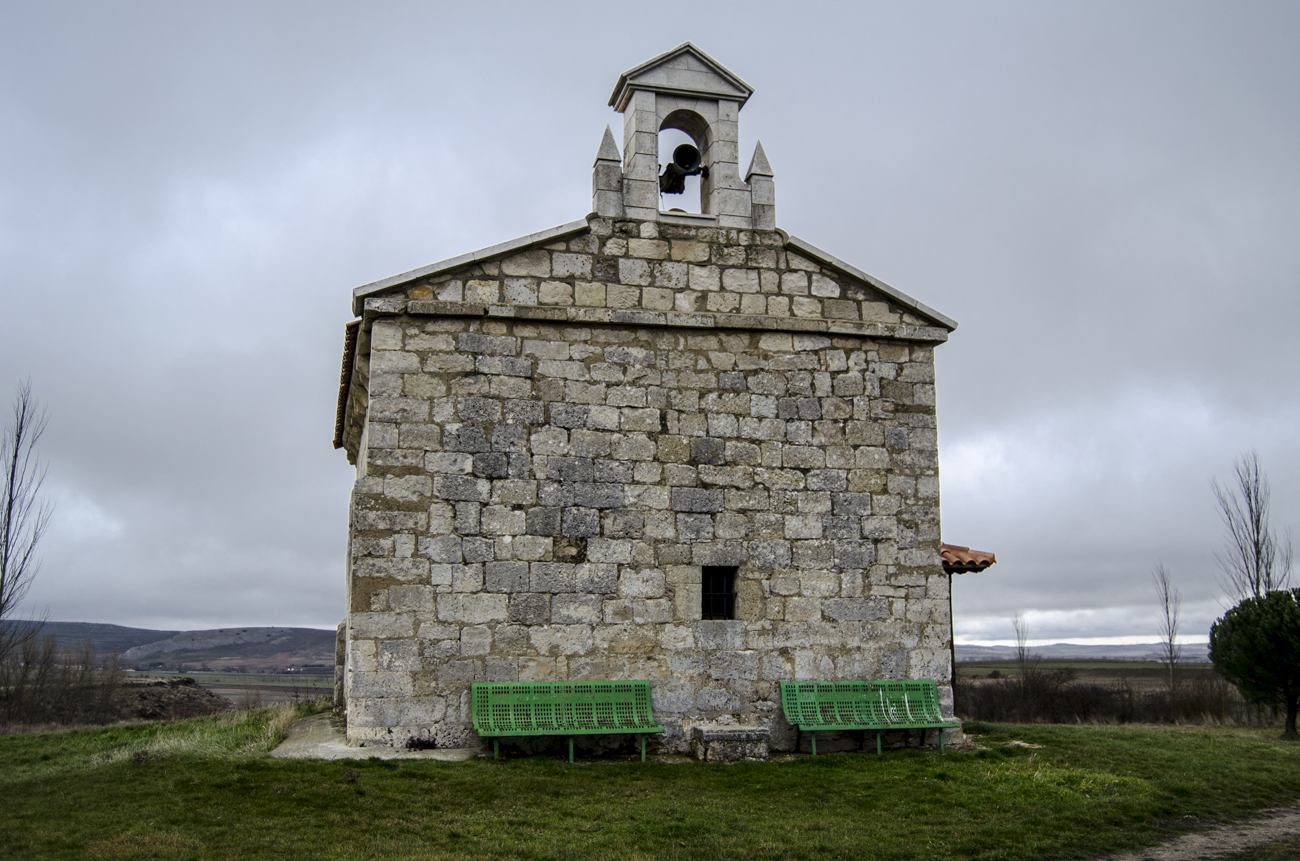
Vista lateral de la ermita
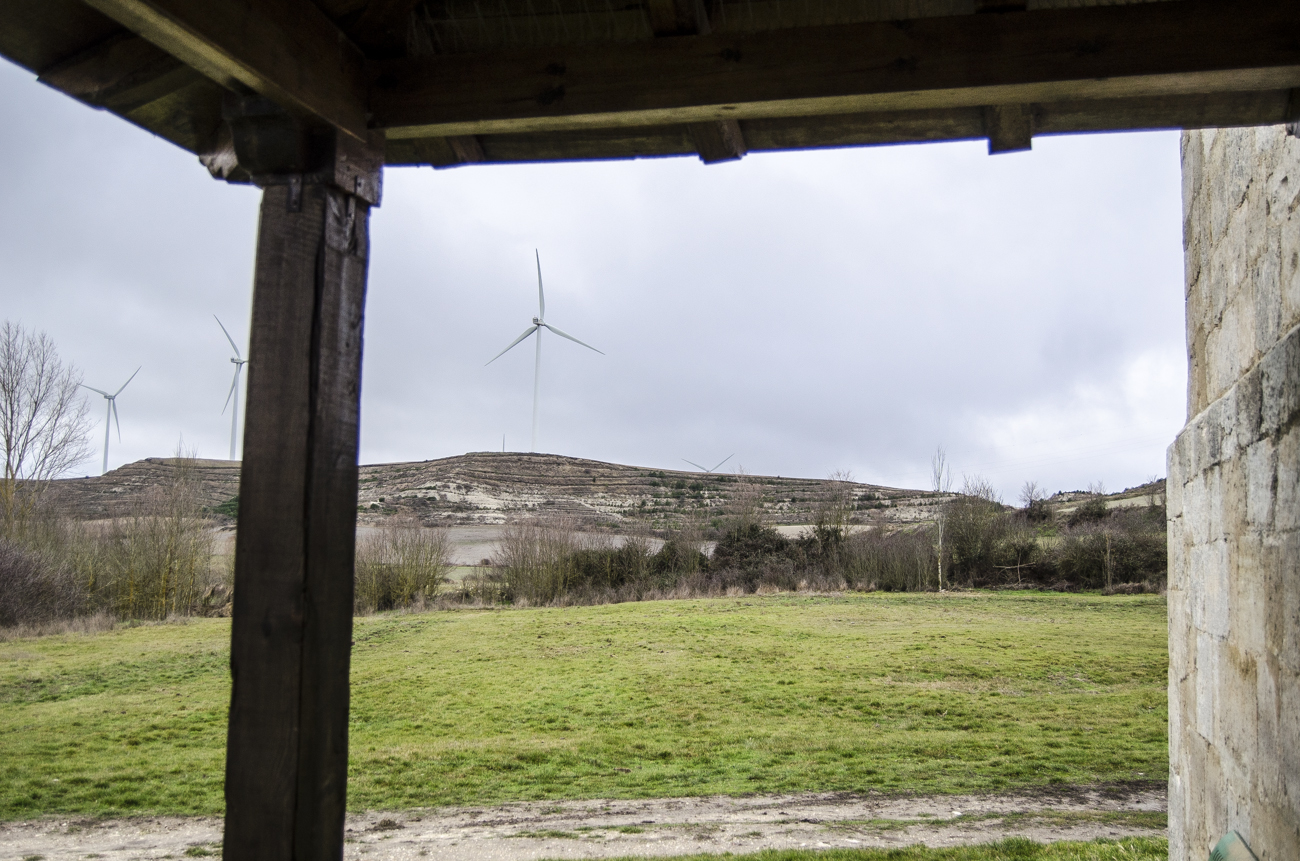
Vistas desde el pórtico de la ermita
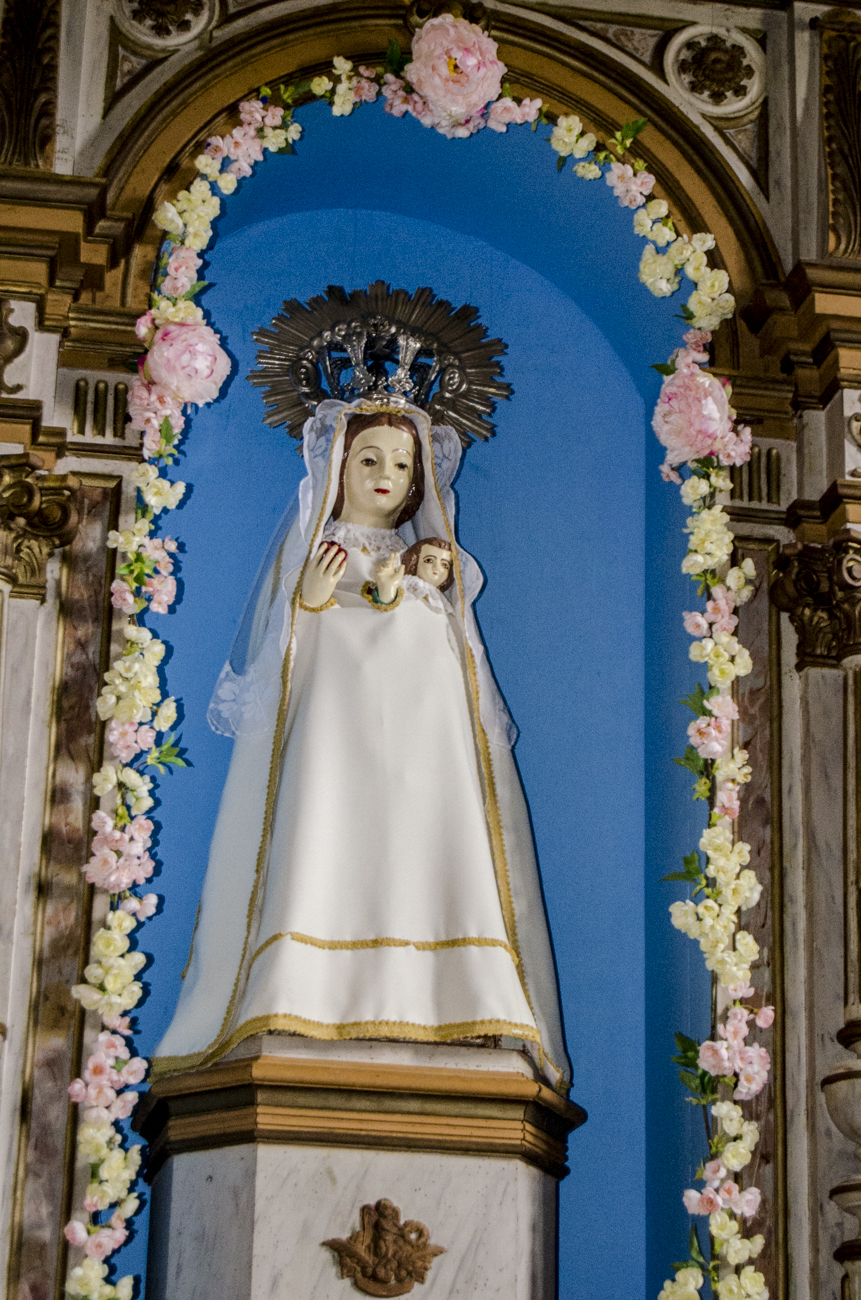
Virgen de Sotobrin